# Jules de Cholet
Pour les articles homonymes, voir Cholet (homonymie).
Jules, 2e comte de Cholet, né à Paris le 25 mars 1798 et mort au château de Beauregard à Cellettes (Loir-et-Cher) le 7 décembre 1884, est un homme politique français.

## Biographie
Fils du comte François-Armand Cholet, pair de France, Jules de Cholet est reçu à l'École polytechnique en 1817, et en sort officier d'artillerie. Il fait, comme tel, la campagne d'Espagne (1823).
Il poursuit sa carrière militaire jusqu'aux grade de lieutenant d'artillerie puis chef d'escadron de la Garde nationale de Paris.
La mort de son père lui ayant ouvert les portes du palais du Luxembourg, le comte de Cholet, par droit héréditaire, devient pair de France le 4 janvier 1827. Il continue de siéger après la révolution de Juillet 1830, et soutient le gouvernement de Louis-Philippe Ier après avoir défendu celui de la Restauration.
Il obtient par décret impérial du 14 décembre 1859 de faire précéder son nom de la particule « de ». 
Quand il meurt, le 7 décembre 1884, il s'était, depuis 1848, retiré de la politique.
Il fut l’un des partisans du chemin de fer de la Petite Ceinture à Paris.

## Distinctions
- Officier de la Légion d'honneur (30 mai 1837)[2].

## Armoiries
| Figure | Blasonnement |
|        | Armes du 2e comte de Cholet, pair de France « D'or au pin de sinople terrassé du même, au lion léopardé de sable brochant, au chef retrait de gueules chargé de trois étoiles d’argent. » |